# Hedda Lundh
Hedvig "Hedda" Lundh-Jensen (født 28. september 1921 i Korsør, død 2. marts 2012) var en dansk modstandskvinde og lektor.

## Forældre og opvækst
Hedda var datter af redaktøren og bogtrykkeren Theodor Lundh-Jensen (1884-1952) og Alpha Tusnelda Emilie Winckler (1887-1973). Hedda havde to ældre søstre, og gennem barndomsårene oplevede hun en større frihed end søstrene. Hun var en af 1920'ernes 'drengepiger', med kortklippet hår og en glæde ved at klatre i træer.
I 1940 fik hun sin studentereksamen fra Aurehøj Gymnasium. Dette var blot et par måneder efter de tyske troppers besættelse af Danmark, 9. april 1940. Samme år begyndte hun at studere litteratur på Københavns Universitet og sidst på året giftede hun sig med overinspektøren Carl-Einar Maaløe.

## Modstandsbevægelsen
I 1942 flyttede Hedda og hendes mand til Aarhus, og det var her at hun for alvor blev involveret i modstandskampen. I København havde hun i en kort periode deltaget i fremstillingen af illegale blade og i Aarhus kom hun i kontakt med en lokal modstandsgruppe. Denne forbindelse blev etableret igennem kontakter, som hun havde fået gennem sit studie på Aarhus Universitet. Denne gruppe fremstillede også illegale blade, men aktiviteterne her greb hurtigt om sig.
Hedda blev aktiv som jernbanesabotør i en sabotagegruppe, der også inkluderede hendes mand. Snart blev hendes hjem brugt til opbevaring af sprængstof og nødovernatning for folk, der var gået under jorden.
I starten var hendes gruppe meget selvstændig, men den blev senere tilknyttet en større modstandsorganisation for til sidst at komme under engelsk kommando.
Det var ikke unormalt, at en selvstændig gruppe blev optaget som en del af en større organisation. Imidlertid adskilte Hedda's gruppe sig fra de fleste andre på et specifikt punkt - kønssammensætning og arbejdsfordeling. Udover Hedda var der nemlig også en anden kvinde, og sammen planlagde og udførte de forskellige aktioner på lige fod med mændene.
Gennem sit arbejde i denne gruppe tilegnede hun sig så stor viden om sprængstoffer, at hun i 1944 blev bedt om at være sprængstofekspert for en anden modstandsgruppe. Denne gruppe bestod ganske unikt udelukkende af kvinder.
Ligeledes i 1944 begyndte Hedda at fungere som telefonkontakt i modstandsorganisationen. Det var derfor hende og ingen andre, der vidste besked med, hvornår folk skiftede tilholdssted, samt hvor de opholdt sig. Ved kun at have en person, der besad denne viden, minimerede man risikoen for, at informationen faldt i forkerte (særligt Gestapo) hænder.
I juli 1944 undgik Hedda og hendes mand ved rent held at blive fanget i en omfattende tysk aktion, hvor hovedparten af deres aktionsgruppe og hele kvindegruppen blev arresteret. Angiveligt stukket af Grethe Bartram. Kort herefter lykkedes det dem at flygte til Sverige, hvor de opholdt sig indtil befrielsen i maj 1945.

## Efter krigen
Da krigen sluttede i 1945 genoptog Hedda sine studier og blev i 1952 mag.art. i litteratur. I 1949-60 var hun freelancejournalist, bosat i Paris, hvor hun dækkede kulturstof for Social-Demokraten og arbejdede for den danske ambassades pressetjeneste. I 1962 blev hun ansat som adjunkt på sit gamle gymnasium, Aurehøj.
I 1947 blev ægteskabet mellem Hedda og Carl-Einar opløst. I 1954 blev hun mor til sønnen Bo. Hun giftede sig for anden gang den 18. februar 1961 med teaterkritikeren Svend Erichsen. Deres ægteskab blev opløst i 1963.
I årtierne efter krigen undlod Hedda at tale om sine oplevelser i modstandsbevægelsen, men som tiden gik begyndte hun mere og mere at føle et behov for at dele sin historie. Især da hun måtte konstatere, at hendes egen og andre kvindelige modstandskvinders historie var blevet reduceret til lidt mere end en fodnote i modstandsbevægelsens historie. Resultatet af denne konstatering blev et program i Danmarks Radio, dedikeret til de anonyme kvinder under modstandsbevægelsen. Udseendelsen blev sendt på befrielsesdagen i 1995 under titlen En kvindelig jernbanesabotør.